# Rio Minho
De Rio Minho is met een lengte van 92,8 kilometer de langste rivier van Jamaica. De rivier ontspringt in de buurt van het geografisch middelpunt van het eiland en stroomt dan in zuidelijke richting. Hij komt uit in de Caraïbische Zee in de Carlisle Bay, even ten westen van het meest zuidelijke punt van het land, Portland Point.
De grootste plaats aan de Rio Minho is May Pen.